# ГЕС La Virgen
ГЕС La Virgen — гідроелектростанція в Перу. Знаходячись після ГЕС Янанго (43,1 МВт), становить нижній ступінь каскаду на річці Тарма, лівому витоку Chanchamayo, котра в свою чергу є правим витоком Перене (зливаючись з Ене, формує річку Тамбо, котра є лівим витоком Укаялі — правого витоку найбільшої річки світу Амазонки).
Відпрацьована на станції верхнього рівня вода потрапляє до каналу довжиною 0,55 км, який переходить у головний дериваційний тунель довжиною приблизно 5 км (також отримує певний додатковий ресурс із потоку Quebrada Guayabal). Далі через напірну шахту висотою 300 метрів та горизонтальний напірний тунель довжиною 0,5 км ресурс досягає машинного залу.
Основне обладнання станції становлять три турбіни типу Пелтон потужністю по 28,8 МВт, які використовують напір у 345,9 метра. Відпрацьована ними вода повертається у Тарму.
Видача продукції відбувається по ЛЕП, розрахованій на роботу під напругою 138 кВ.
Проект, реалізований бразильською компанією Alupar, вийшов на завершальну стадію будівництва у 2018 році.